# Сайга (Томская область)
Сайга — посёлок в Верхнекетском районе Томской области России. Административный центр и единственный населённый пункт Сайгинского сельского поселения.
Село расположено на реке Сайга (приток реки Чулым), железнодорожная станция на линии Томск — Белый Яр (между станциями Улу-Юл и Санджик (Ягодное)).
Улицы: Андросовой, Громовой, Карбышева, Кошевого, Любови Шевцовой, Лесная, Матросова, Молодёжная, Молодогвардейская, Общежитие, Подсобное хозяйство, Подстанция, Строительная, Третьякевича, Туркенича, Фадеева, Шашева. Переулки: Лесной, Таёжный, Школьный.
Глава сельского поселения — Чернышева Надежда Александровна.
Лесозаготовительные предприятия: ООО «Сайга», ЧП «Алабин».

## Население
| 2002 | 2010 | 2012 | 2013 | 2014 | 2015 | 2016 |
| ---- | ---- | ---- | ---- | ---- | ---- | ---- |
| 1089 | ↘991 | ↘963 | ↘959 | ↘953 | ↘944 | ↘914 |
| 2017 | 2018 | 2019 | 2020 | 2021 |      |      |
| ↗915 | ↘897 | ↘888 | ↘867 | ↗871 |      |      |